# Deep Energy
Le OCV Deep Energy  (Offshore Construction Vessel) est un navire de service polyvalent pour les travaux offshore appartenant et opérant pour l'entreprise offshore du secteur de l'énergie TechnipFMC. Il est à la fois un navire poseur de canalisations et navire effectuant des travaux de construction ou des opérations d'inspection, d'entretien et de réparation (IMR).

## Caractéristiques
La coque a été construite au chantier naval chinois de STX à Dalian . En 2011, il a été transporté en Norvège pour l'achèvement au chantier naval de Westcon Shipyard à Florø. L'année suivante, les grues flottantes de grande capacité Matador 3 (uk) et Taklift 6  lui ont installé la tour de pose de tuyaux.
Deep Energy est capable de poser à la fois des tuyaux rigides (diamètre de 100 à 450 mm et pré-isolés - jusqu'à 560 mm) et flexibles (diamètres jusqu'à 600 mm) à des profondeurs de 3 000 mètres. Son pont de travail de 1 700 m2 peut recevoir, pour une charge maximale de 10 tonnes/m², pour une capacité maximale de fret de 6 100 tonnes. Il est équipé d'une tour tubulaire d'une capacité de 450 tonnes et de 2 carrousels de tuyaux flexibles d'une capacité de 2 800 tonnes chacun, ainsi qu'une grue de 150 tonnes
Il est équipé, sous hangar, de deux sous-marins télécommandés de travail (WROV) de type Triton XLX 150 HP, capables d'effectuer des tâches à des profondeurs allant jusqu'à 3 000 mètres.
Le déplacement sur zone de chantier s'effectue à une vitesse maximale élevée de 19,5 nœuds, ce qui permet d'utiliser le navire pour des projets plus éloignés avec des délais de mise en œuvre rapprochés. La précision de positionnement est assurée par le système de positionnement dynamique DP3. La centrale se compose de six moteurs Wärtsilä 9L32 d'une capacité totale de 24,9 MW.  
Il y a des cabines à bord pour 140 personnes. La livraison du personnel et des marchandises peut être effectuée à l'aide d'une hélisurface conçu pour recevoir des hélicoptères de type Sikorsky S-92.

## Tâche du navire
- 2013 : Golfe du Mexique sur le système de collecte de gaz de Walker Ridge, qui dessert un certain nombre de champs en eau profonde au sud du delta du Mississippi. Ici, à des profondeurs de 1.700 à 2.130 mètres, Deep Energy a posé 45 km de conduites rigides d'un diamètre de 270 mm.

- 2013 : Mer Adriatique sur le champ pétrolifère et gazier de Dalmatie le navire a construit 43 km de communications auxiliaires d'un diamètre de 150 mm (ombilicales, pour transmettre de l'électricité, des commandes de contrôle et des forces hydrauliques) . Les travaux ont été réalisés à des profondeurs de 530 à 1.800 mètres.

- 2014 : Golfe du Mexique sur le champ pétrolifère de Lucius (Keathley Kanyon, à l'ouest de Walker Ridge). Il a posé 17 km de conduites de raccordement flexibles d'un diamètre de 450 mm et 21 km de communications auxiliaires jusqu'à une profondeur de 2.260 mètres.

- 2014 : Mer du Nord sur le champ pétrolifère norvégien de Boyle. Il a posé 33 km de canalisations rigides pour l'injection d'eau (diamètre 300 mm) et le gazole (diamètre 150 mm) et 27 km de canalisations pour la collecte des produits d'un diamètre de 400 mm.

- 2015 : Développement du champ pétrolier britannique de Kraken[3]. Il a enroulé des tuyaux flexibles sur ses carrousels à Evanton (Écosse) et s'est rendu sur le site à 125 km à l'est des îles Shetland.

- 2015 : Côte angolaise sur le champ pétrolifère de Mpungi (la troisième mise en service du projet West Hub Development, mis en œuvre par la société italienne Eni).

- 2016 : Golfe de Guinée sur le champ pétrolier et gazier du Ghana de Tweneboa-Enienra-Ntomme. Ici, il était engagé dans l'installation de colonnes montantes - des lignes allant de l'équipement sous-marin à une installation flottante[4].

- 2016 : Côte de l'Angola, projet de développement du centre ouest - Mpungi Norte. Un total de 60 km de conduites de raccordement ont été posés à Mpungi et Mpungi-Norte, avec 16 terminaisons d'extrémité de pipeline (PLET).

- 2017 : Côtes norvégiennes. L'un d'eux, l'Oseberg Vestflanken 2, a nécessité la construction de 7,5 km de conduites de raccordement de 350 mm de diamètre et de 9 km de conduites d'injection de gaz de 250 mm de diamètre pour relier les gisements satellites au champ pétrolifère et gazier d'Oseberg. Les travaux devaient être réalisés avec le soutien du navire de construction en eaux profondes Olympic Challenger. La deuxième tâche était la construction de 29 km de lignes d'injection d'eau d'un diamètre de 400 mm sur l'important projet pétrolier Johan Sverdrup.

- 2017 : sur les champs britanniques de Glenlivet et d'Edradour [5]dans l'océan Atlantique à l'ouest des îles Shetland. Des pipelines d'exportation de 35 et 17 km de long et 300 mm de diamètre ont dû être posés ici jusqu'au point d'insertion dans le système à partir d'autres gisements de gaz de Laggan et Tormor[6].

- 2018 : Mer du Nord, sur champ gazier britannique Clipper-South[7].

- 2018 : Mer Méditerranée développement de la deuxième phase du champ de Bahr-Essalam dans le secteur libyen.

Un autre projet consiste à poser des pipelines en 2018/2019 sur le champ gazier norvégien de Dvalin.

### Articles externes
- Deep Energy - Site marinetraffic
- deep Energy - Site marinemarchande
- Flotte de TechnipFMC - Site TechnipFMC